# 中曽根蔦子
中曽根 蔦子（なかそね つたこ、1921年（大正10年）10月30日 - 2012年（平成24年）11月7日）は、日本の71・72・73代内閣総理大臣である中曽根康弘の妻。

## 脚注

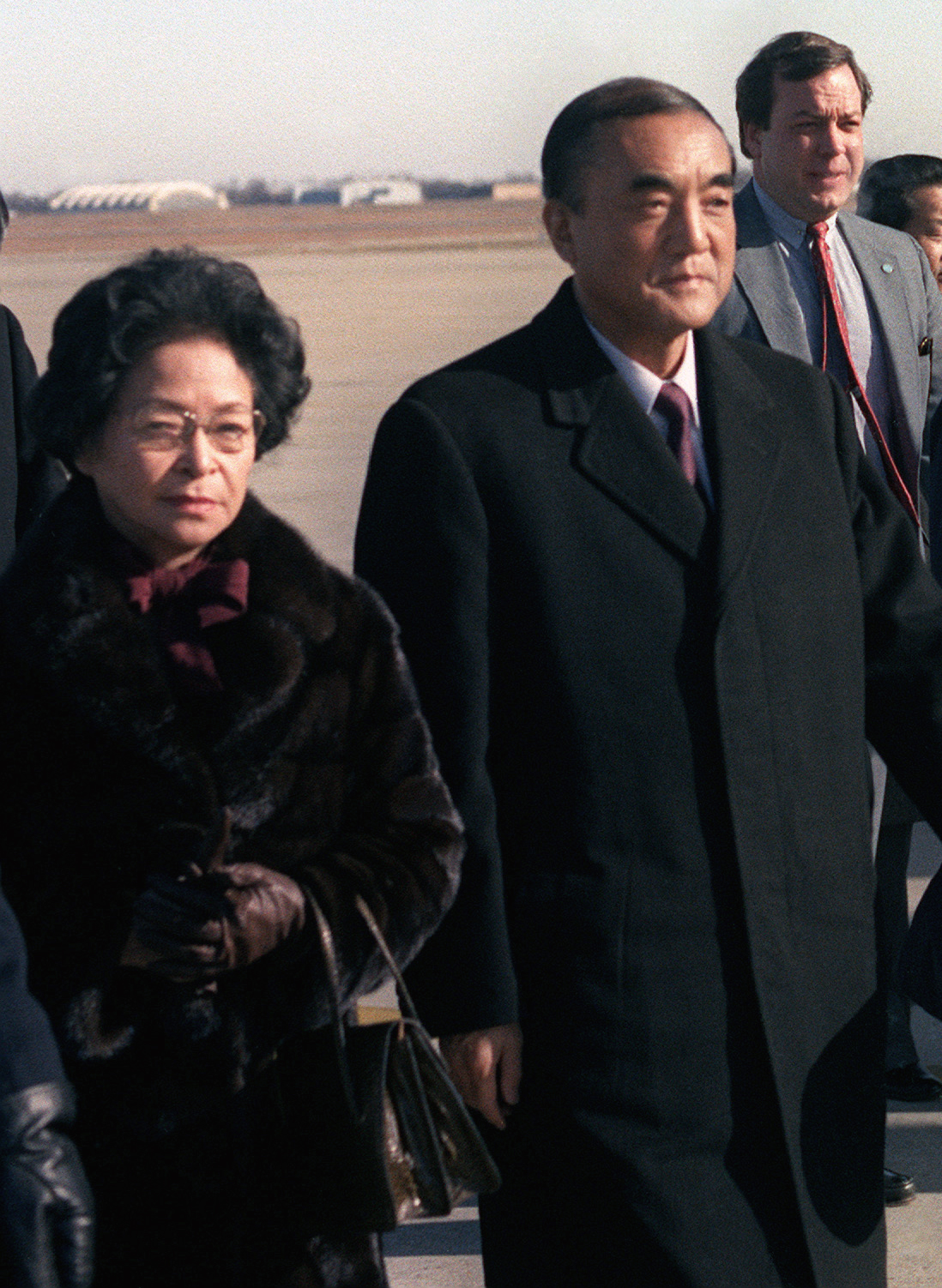
夫の中曽根康弘（右）と

## 経歴
東京府（現在の東京都）出身。明治大学教授であった小林儀一郎の三女として1921年（大正10年）10月30日に生まれる。学制改革前の専門学校であった日本女子大学校の国文科を卒業。戦時中、海軍士官として台湾の高雄の海軍施設部にいた中曽根康弘と東京で出会い、1945年（昭和20年）2月11日に結婚。
1947年（昭和22年）に康弘が衆議院議員選挙に当選し、代議士の妻となる。また1982年（昭和57年）11月27日から1987年（昭和62年）11月6日までは康弘が内閣総理大臣に在任し、長期にわたってファーストレディとして活動をした。
2012年（平成24年）11月7日、91歳で死去（享年92）。東京の青山葬儀所で告別式が行われた。